# ヨシモト∞ホール大阪
ヨシモト∞ホール大阪（ヨシモトむげんだいホールおおさか）は、大阪市中央区にかつて存在した劇場。なんばグランド花月内にある「NGKホール」を改装してできた。
設備自体は基本的にテレビスタジオであったが、用途に合わせて舞台・客席を組んでいた。収録を行ったテレビ番組『ヨシモト∞』に合わせてこの名称に。テレビ番組の収録のほか、M-1グランプリの予選会場としても使用されていたほか、落語会「花花寄席」を毎週土曜日に開催していた。（2010年4月から「よしもと花形寄席」に改名し、リニューアル）
2011年9月30日をもって事実上閉館。2012年にNGKがリニューアルされた際、跡地が土産物売り場となった為、ヨシモト∞ホール大阪は完全に消滅した。（看板のみしばらくの間残っていたが、後に撤去された）

## 概要
- 所在地：大阪市中央区難波千日前11-6
- 最寄駅：地下鉄なんば駅、南海難波駅、大阪難波駅、JR難波駅

## 座席構成
- 席数MAX250席。入場者数に応じて調整あり。

## 収録番組
- 月曜日（隔週）：「クイズ!紳助くん」（2本撮りで行われていた）
- 土曜日・日曜日：「ヨシモト∞大阪」

※2008年3月30日を以って、終了
- 「あさひグランド花月」
- 「大キングコング 情熱!しゃべり隊!!」
- 「春一番!笑売繁盛」

※毎年1月4日に生放送していた